# Udolphos mysterier
Udolphos mysterier är en gotisk roman skriven av Ann Radcliffe, först utgiven 1794. 

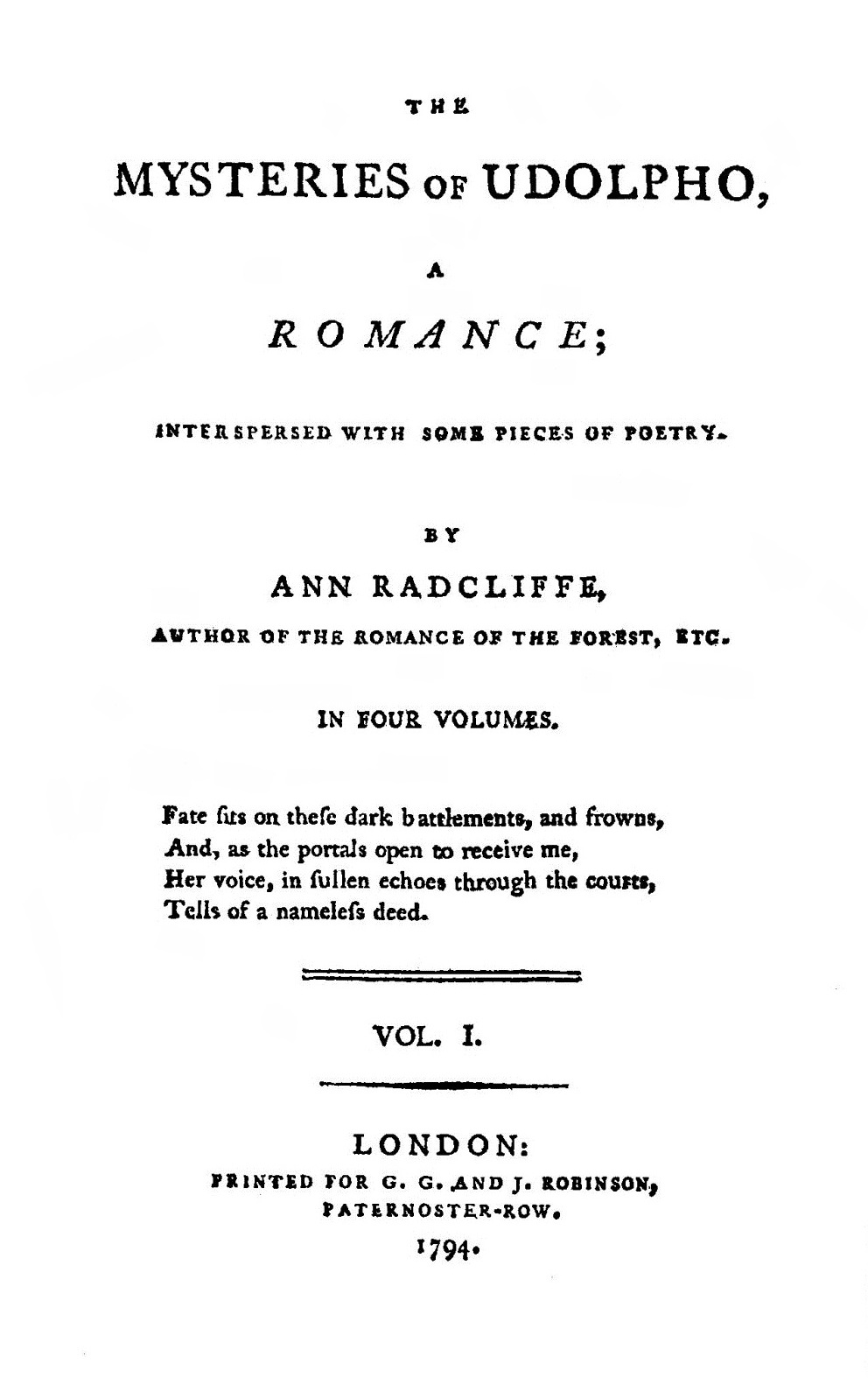
Från första utgåvan

Romanen handlar om den unga Emily som hålls fången i slottet Udolpho, och kämpar med att behålla sin styrka, samtidigt som hon längtar efter sin älskade Valancourt. 